# Bundesinstitut für ostwissenschaftliche und internationale Studien
Das Bundesinstitut für ostwissenschaftliche und internationale Studien (BIOst) war eines der wichtigsten politikwissenschaftlichen Forschungsinstitute Europas, mit Spezialisierung auf Osteuropa, Russland, den Kaukasus, Mittelasien sowie China. Es hatte seinen Sitz in Köln und war eine nachgeordnete Behörde des Bundesinnenministeriums.

## Geschichte
Mit Erlass vom 6. April 1961 entstand das Institut nach Wünschen des Bundesinnenministeriums unter der Bezeichnung Bundesinstitut zur Erforschung des Marxismus-Leninismus (Institut für Sowjetologie) mit ideologischem Schwerpunkt. Mit dem Umzug in ein größeres Gebäude in den Kölner Stadtteil Ehrenfeld im Mai 1966 wurde auch sein Name in Bundesinstitut für ostwissenschaftliche und internationale Studien geändert, der ein Abrücken von der Ideologie zu einer umfassenden Länderforschung signalisierte. Die mehrfachen Namensänderungen gingen einher mit einer Diskussion über die Ziele und das Konzept des Instituts, die anstelle einer nebulösen ideologischen Auseinandersetzung mit dem Kommunismus die Erforschung der innenpolitisch und außenpolitisch relevanten Vorgänge in der Sowjetunion und den anderen Ostblockstaaten in den Mittelpunkt stellte. Damit wurde das Institut zu einem breiter angelegten Beratungsorgan der Bundesregierung.
Für Zwecke der Bundesregierung und zur Unterrichtung des Parlaments erforschte es die politischen, gesellschaftlichen und wirtschaftlichen Entwicklungen in der Sowjetunion, deren Nachfolgestaaten, den Staaten Ostmittel- und Südosteuropas, der Volksrepublik China und den kommunistisch regierten Staaten der Dritten Welt, sowie die Auswirkungen dieser Entwicklungen auf die internationalen Beziehungen.
Ende 2000 wurde das Institut aufgelöst und die Mitarbeiter in das Forschungsinstitut der Stiftung Wissenschaft und Politik mit Sitz in Berlin überführt.
Geschäftsführender Direktor des Bundesinstitutes war von 1976 bis zu dessen Auflösung der Volkswirt Heinrich Vogel.

## Bestandsaufnahme
Rückblickend würdigte Heinz Brahm, langjähriger Forschungsbereichsleiter und wissenschaftlicher Direktor des Instituts, die Rolle des Bundesinstituts als „Drehscheibe der Osteuropaforschung“ und beschrieb diese 2005 in der Zeitschrift Osteuropa mit den Worten:
„Fünf Jahre sind seit der Schließung des Bundesinstituts für ostwissenschaftliche und internationale Studien (BIOst) vergangen. Als Verbindungsstelle zwischen der Osteuropaforschung und der Bundesregierung war das interdisziplinär ausgerichtete BIOst ein Novum. In Gesprächsrunden mußten die Politikwissenschaftler, Ökonomen und Juristen ständig ihre Erkenntnisse abgleichen. Zwar arbeitete das BIOst für viele Ministerien, sein eigentlicher Ertrag liegt jedoch in der Forschung. Das Institut wurde weder von den Ressorts vereinnahmt, noch folgte es akademischen Konjunkturen. Es war ein offenes Haus, in dem Studenten arbeiteten und Journalisten Gesprächspartner fanden. Für die Wissenschaftler ergaben sich Einsichten durch Kontakte, die anderswo kaum möglich waren.“